# پریچو
پریچو (به صربی: Preševo) یک روستا در صربستان است که در صربستان جنوبی و شرقی واقع شده‌است. پریچو ۴۶۳ متر بالاتر از سطح دریا واقع شده‌است.